# All In One Day
"All In One Day", släppt 8 juni 1987, är den tredje och sista singeln från det brittiska New Romantic/Electrobandet Ultravoxs album U-Vox. 
Den skrevs av bandmedlemmarna Midge Ure, Chris Cross och Billy Currie.
Den lyckades inte komma in på den brittiska singellistan.

## Låtlista

### 7"-versionen
- "All In One Day" - 4:17
- "Stateless" - 2:51

### 12"-versionen
- "All In One Day" - 4:17
- "The Prize (Live)" - 4:56
- "Stateless" - 2:51